# ディアナ・メリュシュキナ
ディアナ・ヴラディスラヴィヴナ・メリュシュキナ（ウクライナ語: Діана Владиславівна Мелюшкина、ラテン文字転写: Diana Vladyslavivna Melyushkina、1996年8月6日 - ）は、ウクライナの女子バレーボール選手。ウクライナ代表。

## 来歴

### クラブチーム
クレメンチューク出身。2012年、Halychanka-TNEU-GADZに入団。2015/16シーズンのウクライナ国内リーグではベストブロッカー賞を受賞した。2016年、Khimik Yuzhnyへ移籍。2016/17、2017/18、2018/19シーズンのウクライナ国内リーグ、ウクライナカップでは全タイトル獲得に貢献。2018/19シーズンの国内リーグではMVP、ベストミドルブロッカー賞を受賞した。2019年、SC Prometeyへ移籍し、2020/21、2021/22シーズンのウクライナ国内リーグで2連覇を果たした。1年間のブランクを経て、2023年に同チームへ復帰し、2023/24シーズンのウクライナ国内リーグで優勝を果たした。2024年9月、Quimper Volley 29との契約し、2024/25シーズンはフランスリーグに参戦する。

### 代表チーム
2017年、シニア代表に初選出される。同年のヨーロッパリーグで金メダルを獲得した。2019年、欧州選手権に出場した。2023年の欧州選手権、パリ五輪予選に出場した。

## 球歴
- 欧州選手権 - 2019年、2021年、2023年
- ヨーロッパリーグ - 2017年、2018年、2019年、2021年、2024年
- チャレンジャーカップ - 2023年
- パリ五輪予選 - 2023年

## 受賞歴
- 2016年 - 2015/16ウクライナリーグ ベストブロッカー賞
- 2018年 - 2017/18ウクライナリーグ ベストミドルブロッカー賞
- 2019年 - 2018/19ウクライナリーグ MVP、ベストミドルブロッカー賞
- 2020年 - 2019/20ウクライナリーグ ベストミドルブロッカー賞
- 2021年 - 2020/21ウクライナリーグ ベストミドルブロッカー賞

## 所属クラブ
- Halychanka-TNEU-GADZ（2012-2016年）
- Khimik Yuzhny（2016-2019年）
- SC Prometey（2019-2022、2023-2024年）
- Quimper Volley 29（2024年-）